# Équipe du Bangladesh de football
Cet article traite de l'équipe masculine. Pour l'équipe féminine, voir Équipe du Bangladesh féminine de football.
Maillots
Actualités
L'équipe du Bangladesh de football (বাংলাদেশ জাতীয় ফুটবল দল en bengali) est l'équipe nationale qui représente le Bangladesh lors des compétitions internationales masculines de football, sous l'égide de la Fédération du Bangladesh de football. Elle consiste en une sélection des meilleurs joueurs bangladais qui sont surnommés les Tigres du Bengale ou les Rouges et Verts.

## Classement FIFA
| Année              | 1992 | 1993 | 1994 | 1995 | 1996 | 1997 | 1998 | 1999 | 2000 | 2001 | 2002 | 2003 | 2004 | 2005 | 2006 | 2007 | 2008 | 2009 | 2010 | 2011 | 2012 | 2013 | 2014 | 2015 | 2016 | 2017 | 2018 | 2019 | 2020 | 2021 | 2022 | 2023 | 2024 | 2025 |
| ------------------ | ---- | ---- | ---- | ---- | ---- | ---- | ---- | ---- | ---- | ---- | ---- | ---- | ---- | ---- | ---- | ---- | ---- | ---- | ---- | ---- | ---- | ---- | ---- | ---- | ---- | ---- | ---- | ---- | ---- | ---- | ---- | ---- | ---- | ---- |
| Classement mondial | 133  | 116  | 130  | 138  | 136  | 141  | 157  | 130  | 151  | 146  | 159  | 151  | 167  | 160  | 144  | 168  | 174  | 149  | 159  | 157  | 168  | 164  | 165  | 182  | 185  | 197  | 192  | 187  | 186  | 186  | 192  | 183  | 183  | 185  |

## Palmarès
- Championnat d'Asie du Sud :
  - Vainqueur en 2003
  - Finaliste en 1999 et 2005
  - 3e en 1995, 2009 et 2023
  - 4e en 2021

### Parcours enCoupe du monde
| Année | Position     |      | Année         | Position |               | Année | Position |
| 1930  | Non inscrite | 1974 | Non inscrite  | 2010     | Non qualifiée |       |          |
| 1934  | Non inscrite | 1978 | Non inscrite  | 2014     | Non qualifiée |       |          |
| 1938  | Non inscrite | 1982 | Non inscrite  | 2018     | Non qualifiée |       |          |
| 1950  | Non inscrite | 1986 | Non qualifiée | 2022     | Non qualifiée |       |          |
| 1954  | Non inscrite | 1990 | Non qualifiée | 2026     | Non qualifiée |       |          |
| 1958  | Non inscrite | 1994 | Non qualifiée | 2030     | À venir       |       |          |
| 1962  | Non inscrite | 1998 | Non qualifiée | 2034     | À venir       |       |          |
| 1966  | Non inscrite | 2002 | Non qualifiée |          |               |       |          |
| 1970  | Non inscrite | 2006 | Non qualifiée |          |               |       |          |

### Parcours enCoupe d'Asie
| Année | Position     |      | Année         | Position |                        | Année | Position |
| 1956  | Non inscrite | 1984 | Non qualifiée | 2011     | Non qualifiée          |       |          |
| 1960  | Non inscrite | 1988 | Non qualifiée | 2015     | Non qualifiée          |       |          |
| 1964  | Non inscrite | 1992 | Non qualifiée | 2019     | Non qualifiée          |       |          |
| 1968  | Non inscrite | 1996 | Forfait       | 2023     | Non qualifiée          |       |          |
| 1972  | Non inscrite | 2000 | Non qualifiée | 2027     | Éliminatoires en cours |       |          |
| 1976  | Non inscrite | 2004 | Non qualifiée |          |                        |       |          |
| 1980  | 1er tour     | 2007 | Non qualifiée |          |                        |       |          |

## Joueurs
- Ashrafuddin Chunnu
- Kazi Salahuddin
- Jamal Bhuyan
- Topu Barman
- Tariq Kazi
- Hamza Choudhury
- Shamit Shome

## Les adversaires du Bangladesh de 1973 à aujourd'hui
| Pays                | J  | G  | N  | P  | Bp | Bc | Diff | Premier match                    | Dernier match                   |
| ------------------- | -- | -- | -- | -- | -- | -- | ---- | -------------------------------- | ------------------------------- |
| Afghanistan         | 10 | 1  | 7  | 2  | 11 | 13 | -2   | 12/01/1979 (2-2) à Dacca         | 07/09/2023 (1-1) à Dacca        |
| Arabie saoudite     | 5  | 0  | 0  | 5  | 1  | 20 | -19  | 24/09/1990 (0-4) à Pékin         | 17/02/2001 (0-6) à Dammam       |
| Australie           | 4  | 0  | 0  | 4  | 0  | 18 | -18  | 03/09/2015 (0-5) à Perth         | 06/06/2024 (0-2) à Dacca        |
| Bahreïn             | 2  | 0  | 0  | 2  | 0  | 4  | -4   | 01/09/1979 (0-2) à Séoul         | 08/06/2022 (0-2) à Kuala Lumpur |
| Bhoutan             | 19 | 15 | 2  | 2  | 43 | 8  | 35   | 18/09/1984 (2-0) à Katmandou     | 04/06/2025 (2-0) à Dacca        |
| Bosnie-Herzégovine  | 1  | 0  | 0  | 1  | 0  | 2  | -2   | 12/01/2001 (0-2) à Cochin        |                                 |
| Birmanie            | 9  | 5  | 1  | 4  | 10 | 24 | -14  | 31/07/1973 (0-6) à Kuala Lumpur  | 23/03/2011 (2-0) à Rangoun      |
| Burundi             | 1  | 0  | 0  | 1  | 0  | 3  | -3   | 23/01/2020 (0-3) à Dacca         |                                 |
| Cambodge            | 6  | 5  | 1  | 0  | 7  | 2  | 5    | 01/04/2006 (2-1) à Dacca         | 15/06/2023 (1-0) à Phnom Penh   |
| Chine               | 5  | 0  | 0  | 5  | 0  | 15 | -15  | 17/09/1980 (0-6) à Koweït        | 04/03/1989 (0-2) à Dacca        |
| Corée du Nord       | 1  | 0  | 0  | 1  | 2  | 3  | -1   | 15/09/1980 (2-3) à Koweït        |                                 |
| Corée du Sud        | 3  | 0  | 0  | 3  | 0  | 19 | -19  | 10/08/1975 (0-4) à Kuala Lumpur  | 19/06/1992 (0-6) à Bangkok      |
| Émirats arabes unis | 5  | 0  | 0  | 5  | 1  | 21 | -20  | 17/02/1988 (0-4) à Abou Dabi     | 18/03/2016 (1-6) à Abou Dabi    |
| Guam                | 1  | 1  | 0  | 0  | 3  | 0  | 3    | 03/04/2006 (3-0) à Dacca         |                                 |
| Hong Kong           | 4  | 0  | 1  | 3  | 3  | 14 | -11  | 04/08/1975 (1-9) à Kuala Lumpur  | 15/11/2006 (0-2) à Hong Kong    |
| Inde                | 27 | 3  | 12 | 12 | 19 | 37 | -18  | 12/12/1978 (0-3) à Bangkok       | 25/03/2025 (0-0) à Shillong     |
| Indonésie           | 7  | 1  | 2  | 4  | 4  | 12 | -8   | 06/08/1975 (0-4) à Kuala Lumpur  | 01/06/2022 (0-0) à Soreang      |
| Iran                | 6  | 0  | 0  | 6  | 1  | 28 | -27  | 22/09/1980 (0-7) à Koweït        | 17/03/1989 (0-1) à Téhéran      |
| Japon               | 5  | 0  | 0  | 5  | 1  | 22 | -21  | 04/08/1975 (0-3) à Kuala Lumpur  | 30/04/1993 (1-4) à Dubaï        |
| Jordanie            | 2  | 0  | 0  | 2  | 0  | 12 | -12  | 08/09/2015 (0-4) à Dacca         | 24/03/2016 (0-8) à Irbid        |
| Kirghizistan        | 5  | 0  | 0  | 5  | 3  | 14 | -11  | 24/08/2007 (0-3) à New Delhi     | 07/09/2021 (1-4) à Bichkek      |
| Koweït              | 3  | 0  | 0  | 3  | 1  | 7  | -6   | 02/08/1973 (1-2) à Kuala Lumpur  | 01/07/2023 (0-1) à Bangalore    |
| Laos                | 5  | 2  | 2  | 1  | 5  | 4  | 1    | 27/03/2003 (1-2) à Hong Kong     | 11/06/2019 (0-0) à Dacca        |
| Liban               | 5  | 1  | 1  | 3  | 3  | 11 | -8   | 23/07/2011 (0-4) à Beyrouth      | 11/06/2024 (0-4) à Doha         |
| Macao               | 1  | 1  | 0  | 0  | 3  | 0  | 3    | 30/04/2009 (3-0) à Dacca         |                                 |
| Malaisie            | 9  | 1  | 2  | 6  | 4  | 14 | -10  | 08/08/1975 (0-3) à Petaling Jaya | 14/06/2022 (1-4) à Kuala Lumpur |
| Malawi              | 1  | 0  | 1  | 0  | 1  | 1  | 0    | 15/03/2023 (1-1) à Médine        |                                 |
| Maldives            | 20 | 7  | 6  | 7  | 30 | 26 | 4    | 19/09/1984 (5-0) à Katmandou     | 16/11/2024 (2-1) à Dacca        |
| Mongolie            | 3  | 1  | 2  | 0  | 2  | 5  | -3   | 12/02/2001 (3-0) à Dammam        | 29/03/2022 (0-0) à Sylhet       |
| Népal               | 29 | 14 | 6  | 9  | 35 | 24 | 11   | 16/02/1982 (1-1) à Karachi       | 27/09/2022 (1-3) à Katmandou    |
| Oman                | 3  | 0  | 0  | 3  | 2  | 10 | -8   | 17/02/1982 (1-3) à Karachi       | 15/06/2021 (0-3) à Doha         |
| Ouzbékistan         | 3  | 0  | 0  | 3  | 0  | 11 | -11  | 21/11/1999 (0-6) à Abou Dabi     | 11/10/2006 (0-4) à Dacca        |
| Pakistan            | 18 | 8  | 4  | 6  | 18 | 10 | 8    | 12/02/1982 (2-1) à Karachi       | 06/09/2018 (1-0) à Dacca        |
| Palestine           | 8  | 0  | 1  | 7  | 1  | 16 | -15  | 05/04/2006 (1-1) à Dacca         | 26/03/2024 (0-1) à Dacca        |
| Philippines         | 3  | 1  | 0  | 2  | 3  | 6  | -3   | 13/08/1984 (3-2) à Solo          | 05/10/2018 (0-1) à Sylhet       |
| Qatar               | 6  | 0  | 1  | 5  | 2  | 19 | -17  | 10/01/1979 (1-1) à Dacca         | 04/12/2020 (0-5) à Doha         |
| Seychelles          | 3  | 1  | 1  | 1  | 2  | 2  | 0    | 10/11/2021 (1-1) à Colombo       | 28/03/2023 (0-1) à Sylhet       |
| Singapour           | 4  | 0  | 2  | 2  | 4  | 6  | -2   | 06/08/1973 (1-1) à Kuala Lumpur  | 10/06/2025 (1-2) à Dacca        |
| Soudan              | 1  | 0  | 0  | 1  | 1  | 4  | -3   | 01/09/1979 (1-4) à Séoul         |                                 |
| Sri Lanka           | 20 | 13 | 2  | 5  | 30 | 15 | 15   | 15/09/1979 (3-1) à Daegu         | 16/11/2021 (1-2) à Colombo      |
| Sud-Vietnam         | 1  | 0  | 1  | 0  | 1  | 1  | 0    | 04/08/1973 (1-1) à Kuala Lumpur  |                                 |
| Syrie               | 3  | 0  | 0  | 3  | 1  | 5  | -4   | 20/09/1980 (0-1) à Koweït        | 18/08/2007 (0-2) à New Delhi    |
| Tadjikistan         | 10 | 1  | 2  | 7  | 5  | 29 | -24  | 26/11/2003 (0-2) à Douchanbé     | 07/06/2016 (0-1) à Dacca        |
| Taipei chinois      | 2  | 1  | 0  | 1  | 3  | 4  | -1   | 18/03/1997 (1-3) à Kuala Lumpur  | 29/03/1997 (2-1) à Djeddah      |
| Thaïlande           | 13 | 2  | 3  | 8  | 11 | 27 | -16  | 26/07/1973 (2-2) à Kuala Lumpur  | 17/11/2012 (0-5) à Bangkok      |
| Turkménistan        | 1  | 0  | 0  | 1  | 1  | 2  | -1   | 11/06/2022 (1-2) à Kuala Lumpur  |                                 |
| Vietnam             | 2  | 0  | 1  | 1  | 0  | 4  | -4   | 08/02/2001 (0-0) à Dammam        | 15/02/2001 (0-4) à Dammam       |
| Yémen               | 2  | 1  | 1  | 0  | 1  | 0  | 1    | 14/02/1988 (0-0) à Abou Dabi     | 16/09/1994 (1-0) à Doha         |

## Chronologie des sélectionneurs
- jan. 1995-mars 1997 :  Otto Pfister
- avr. 1997-juin 1999 : "inconnu"
- juil. 1999-juin 2001 :  Mark Harrison
- juil. 2001-jan. 2010 : "inconnu"
- fév. 2010-déc. 2014 :  Saiful Bari Titu
- sep. 2010-juin 2011 :  Robert Rubcic
- juin 2011 :  Gjorgji Jovanovski
- juin 2011-déc. 2011 :  Nikola Ilievski
- jan. 2013-nov. 2014 :  Lodewijk de Kruif
- déc. 2014-sep. 2015 : "inconnu"
- sep. 2015-nov. 2015 :  Fabio Lopez
- nov. 2015-jan. 2016 :  Maruful Haque
- fév. 2016-mars 2016 :  Gonzalo Sanchez Moreno
- mai 2016-août 2016 :  Lodewijk de Kruif
- août 2016-oct. 2016 :  Tom Saintfiet
- oct. 2016-mai 2017 : "inconnu"
- mai 2017-avr. 2018 :   Andrew Ord
- mai 2018-sep. 2021 :  Jamie Day
- sep. 2021-oct. 2021   Óscar Bruzón
- oct. 2021-jan. 2022 :  Mário Lemos (en)
- depuis jan. 2022 :  Javier Fernández Cabrera